# Вяртель
Вяртель (пол. Wiartel, нім. Wiartel) — село в Польщі, у гміні Піш Піського повіту Вармінсько-Мазурського воєводства.
Населення — 230 осіб (2011).
У 1975-1998 роках село належало до Сувальського воєводства.

## Демографія
Демографічна структура станом на 31 березня 2011 року:
|          | Загалом | Допрацездатний вік | Працездатний вік | Постпрацездатний вік |
| -------- | ------- | ------------------ | ---------------- | -------------------- |
| Чоловіки | 117     | 20                 | 79               | 18                   |
| Жінки    | 113     | 15                 | 68               | 30                   |
| Разом    | 230     | 35                 | 147              | 48                   |